# فرانچسکو پراندو
فرانچسکو پراندو (ایتالیایی: Francesco Prando؛ زادهٔ ۲۲ فوریهٔ ۱۹۶۰) بازیگر و صداپیشه اهل ایتالیا است.
از فیلم‌ها یا مجموعه‌های تلویزیونی که وی در آن‌ها نقش داشته‌است، می‌توان به واحد ضد مافیا اشاره نمود.